# Need for Speed (игра)
Need for Speed (рус. Жажда скорости; сокр. NFS) — компьютерная игра серии Need for Speed в жанре аркадных автогонок, разработанная студией Ghost Games и изданная компанией Electronic Arts для игровых приставок PlayStation 4 и Xbox One в ноябре 2015 года. Выход игры на персональные компьютеры состоялся в марте 2016 года. Это двадцать вторая часть серии Need for Speed.
Need for Speed является перезапуском серии, и в то же время включает в себя тематику уличных гонок, впервые появившуюся в серии в игре Need for Speed: Underground. В Need for Speed вновь появился тюнинг автомобилей, включающий в себя большое количество как визуальных деталей, так и тюнинг характеристик автомобиля. В игре также присутствует сюжетная линия, сопровождающаяся видеороликами с реальными актёрами. Все действия игры проходят в городе под названием Вентура-Бей. В Need for Speed реализованы пять стилей игры, за которые игроку начисляются внутриигровые очки: «Нарушения», «Стиль», «Тюнинг», «Скорость» и «Команда».
Разработка игры велась два года после выпуска Need for Speed Rivals. Разработчики приняли решение вернуть концепцию уличных гонок и реализовать в новой игре всё, что позволило бы стать Need for Speed лучшей частью серии и порадовать поклонников захватывающим игровым процессом и новыми возможностями, которые компания Ghost Games показывала по ходу разработки новой игры.
Need for Speed (2015) получила смешанные отзывы критиков. Из достоинств были отмечены графика, видеоролики с актёрами и звуковые эффекты, но критике чаще всего подвергалась необходимость постоянного подключения к сети, а также скучный игровой мир.

## Игровой процесс
Первые кадры геймплея пре-альфа-сборки Need for Speed были представлены на пресс-конференции EA на выставке E3 15 июня 2015 года. и улучшенная система настройки, а также «экшн-камера», которая, как позже выяснилось, представляет собой один из пяти разных ракурсов камеры. Существует пять различных типов игрового процесса: «Скорость», «Стиль», «Команда», «Строительство» и «Изгой», в которых игроки могут зарабатывать очки, участвуя в них, чтобы продвигаться в игре по пяти перекрывающимся сюжетным линиям. Действие Need for Speed происходит в вымышленном городе Вентура-Бэй и его окрестностях, основанном на Лос-Анджелесе.
Need for Speed имеет переработанный «Редактор обертывания», а модификации кузова возвращаются в серию спустя почти пять лет. В игре представлены реальные тюнинговые компании, включая RAUH-Welt Begriff, SEIBON и RTR Mustang. В геймплейном видеоролике E3 был показан новый «Handling Slider», который сочетает в себе лучшие элементы цепких шин из более ранних игр Black Box, а также стиль дрифта новых игр Criterion.

### Автомобили
В игре присутствует несколько десятков лицензированных автомобилей от известных мировых производителей, таких как Nissan, Mitsubishi, Porsche, Ford и других. О каждом из автомобилей написана информация об эксплуатационных характеристиках, стоимости и др. В отличие от предыдущих частей серии, машины в проекте представлены в довольно широком сегменте: от обычных серийных моделей, маслкаров и спорткаров до концепт-каров и хот-родов. У автомобилей присутствуют обширные возможности тюнинга и стайлинга, включающие в себя замену запчастей двигателя и ходовой части, деталей кузова, редактор винилов и подробную настройку производительности.
Помимо автомобилей игрока, также присутствуют машины трафика, ездящие по дорогам города, и полиция, которая следит за порядком. Полиция начнёт преследование, если превысить скорость перед их автомобилем.

## Сюжет

### Игровой мир
Действия игры происходят в городе под названием Вентура-бей, состоящий из шести районов: Бёрнвуд (англ. Burnwood), Горы Кресент (англ. Cresent Mountains), Ройял-Парк (англ. Royal Park), Южный порт (англ. South Port), Эль-Рэй (англ. El Rey) и Франклин-Террас (англ. Franklin Terrace).
- В Бёрнвуде расположен гараж игрока. В основном в этом районе преобладают офисные и коммерческие здания, а на окраинах района — промышленные застройки и вагонное депо.
- Горы Кресент расположены к северу от Бёрнвуда. От живописного Букового предгорья по длинным извилистым дорогам можно попасть в горы, откуда открываются захватывающие панорамы города.
- Ройял-Парк расположен к югу от Бёрнвуда и к северу от Южного порта. В этом районе находятся небоскрёбы, которых видно с любой точки города, а также стадион GHOST — идеальное место, где сначала можно встретиться с командой, а потом вместе гонять по улицам.
- Южный Порт — самый южный район в Вентуре-Бей. В районе преобладают узкие улицы. Здесь располагаются доки Сан-Педро и нефтехимический завод — не очень привлекательное место для туристов, но идеальное для тех, кто устал от города и хочет выпустить пар. Также там находится департамент полиции Вентуры-Бей.
- Эль-Рэй преобладает в большей части запада Вентуры-Бей. До Эль-рэя можно попасть по автостраде и горной дороге. В этом районе находятся узкие, кривые, горные серпантины и водопад Касл-Хилл.
- Последний район Фраклин-Террас, в котором преобладают извилистые дороги, находится множество зданий технологических компаний «BBA Индастриз». Сюда можно попасть по автострадам почти из любого района Вентуры-Бей.

## Разработка и выход игры
Впервые новая часть серии Need for Speed была анонсирована 21 мая 2015 года. В тот день был представлен первый трейлер игры. Игровой процесс Need for Speed впервые был продемонстрирован на конференции Electronic Arts в рамках выставки E3 2015. Начиная с 15 июня 2015 года на сайте цифровой дистрибуции Origin доступен предзаказ игры в двух изданиях: стандартном и подарочном. В Deluxe Edition входят эксклюзивные детали для тюнинга, дополнительные очки SpeedPoints и ранний доступ к BMW M3 E46.
14 сентября 2015 года на официальном сайте появилась новость, где разработчики заявили, что версия для персональных компьютеров будет перенесена на весну 2016 года. По словам разработчиков, перенос связан с тем, что сообщество ПК-игроков просило сделать в игре не фиксированное количество кадров. Разработчики услышали это и решили последовать пожеланию. Также разработчики заявили, что у них появится время повысить визуальное качество игры для версии ПК. К тому же версия ПК получит весь обновлённый контент, который выйдет на консолях за это время. В этот же день стало известно, что разработчики проведут закрытое бета-тестирование игры на платформах PlayStation 4 и Xbox One. Разработчики проведут некоторые технические тесты, которые позволят команде Ghost Games подготовиться к выходу игры, а на проходящей 15 сентября 2015 года конференции разработчики заявили, что не намерены добавлять в игру ни микроплатежи, ни платные DLC — все выпускаемые дополнения для игры будут бесплатными. Приём заявок закончился 28 сентября 2015 года. 2 октября 2015 года началось закрытое бета-тестирование игры. Разработчики таким образом решили проверить работоспособность серверов и инфраструктуру игры в целом. Во время бета-тестирования разработчики принимали отзывы о найденных багах и своевременно исправляли их. На момент выхода игры всё работало стабильно и игроки могли насладиться игрой в полной мере. Закрытое бета-тестирование игры продлилось до 5 октября 2015 года.
9 декабря 2015 года вышло крупное обновление для Need for Speed под названием «Legends» (Легенды), которое принесло в игру множество контента из предыдущих частей серии. 3 февраля 2016 года было выпущено обновление для Need for Speed под названием «Showcase», добавляющее в игру фоторежим «Snapshot Pro», новые детали персонализации автомобиля, набор номерных знаков, а также сетевой режим «Состязание». 11 февраля стало известно, что в Need for Speed добавят механическую коробку передач. Также стала известна дата выпуска игры на персональные компьютеры — 15 марта 2016 год. Версия для ПК будет включать в себя поддержку рулей от различных производителей, 4K-разрешение и обновления, выпущенные для игровых консолей.
5 марта было выпущено новое обновление для Need for Speed, добавляющее в игру хот-роды и гонки типа «Драг». Также стало известно, что 9 марта подписчики в Origin Access смогут опробовать ПК-версию, а также получают скидку в 10 % при покупке цифровой копии Need for Speed. 23 марта EA выпустила трейлер к мировой премьере автомобиля Nissan GT-R Premium 2017. 24 марта машина становится доступной в консольной версии Need for Speed, а 30 марта — на ПК. Остальные дополнения на ПК также стали доступны 30 марта.

## Музыка
| #  | Исполнитель                      | Песня                                                          |
| -- | -------------------------------- | -------------------------------------------------------------- |
| 1  | Aero Chord                       | Break Them feat. Anna Yvette                                   |
| 2  | Aero Chord                       | Surface                                                        |
| 3  | Alison Wonderland                | U Don’t Know (feat. Wayne Coyne)                               |
| 4  | AVICII                           | Pure Grinding                                                  |
| 5  | Battle Tapes                     | Valkyrie                                                       |
| 6  | Botnek                           | Here It Comes (N4S Mix)                                        |
| 7  | Botnek & 3LAU                    | Vikings                                                        |
| 8  | Clement Marfo & The Frontline    | Get Rowdy                                                      |
| 9  | Congorock & Daddy’s Groove       | Black Sun                                                      |
| 10 | CP feat. Danny Cainco            | Don’t Stop                                                     |
| 11 | Dimension                        | Move Faster                                                    |
| 12 | Dirty South                      | The Unknown feat. FMLYBND                                      |
| 13 | Django Django                    | Shake And Tremble                                              |
| 14 | Doomtree                         | Gray Duck                                                      |
| 15 | Drenge                           | We Can Do What We Want                                         |
| 16 | Fehrplay                         | Pyara (Live Edit)                                              |
| 17 | Flosstradamus                    | Don’t Trip feat. Run The Jewels & Sizzy Rocket                 |
| 18 | Genetikk                         | Wünsch Dir Was                                                 |
| 19 | Going Quantum                    | Raw                                                            |
| 20 | GoMad! & Monster feat. Matt Rose | Under Control                                                  |
| 21 | GotSome                          | Vibe Out feat. Wiley                                           |
| 22 | HEALTH                           | NEW COKE                                                       |
| 23 | Hook N Sling                     | Break Yourself feat. Far East Movement                         |
| 24 | Hudson Mohawke                   | Brand New World                                                |
| 25 | iSHi feat. Pusha T               | Push It                                                        |
| 26 | Joywave                          | Destruction (KOPPS Remix)                                      |
| 27 | June Miller                      | Stormtrooper feat. Virus Syndicate                             |
| 28 | Junior Prom                      | Stand!                                                         |
| 29 | Kill The Noise                   | Lose Ya Love                                                   |
| 30 | Krakota                          | Ice Hands                                                      |
| 31 | Lokate                           | Flow (feat. Doctor & Bay C)                                    |
| 32 | Louis Berry                      | 25 Reasons                                                     |
| 33 | Lynx                             | Clap Track                                                     |
| 34 | Lynx                             | Into The Light                                                 |
| 35 | Major Lazer                      | Night Riders feat. Travis Scott, 2 Chainz, Pusha T & Mad Cobra |
| 36 | Michael Woods feat. Sam Obernik  | Get Around (Roni Size Remix)                                   |
| 37 | Modestep                         | Machines                                                       |
| 38 | Muzzy                            | Insignia                                                       |
| 39 | Netsky                           | Rio                                                            |
| 40 | No Wyld                          | Odyssey                                                        |
| 41 | Phace                            | Imbalanced                                                     |
| 42 | Raury                            | Devil’s Whisper                                                |
| 43 | Refused                          | Elektra                                                        |
| 44 | Reso                             | Callisto                                                       |
| 45 | Reso                             | Move It                                                        |
| 46 | RiFF RAFF                        | Kokayne (Video Games Clean Version)                            |
| 47 | Rogue                            | Rattlesnake                                                    |
| 48 | Royalston                        | Blight Mamba                                                   |
| 49 | Run The Jewels                   | Blockbuster Night Pt. 1                                        |
| 50 | Silversun Pickups                | Connection                                                     |
| 51 | Slaves                           | Hey                                                            |
| 52 | Speaker Of The House             | Modern Slang                                                   |
| 53 | Swim Deep                        | Fueiho Boogie                                                  |
| 54 | The Bots                         | Won                                                            |
| 55 | The Chemical Brothers            | Go                                                             |
| 56 | The Glitch Mob                   | Better Hide, Better Run (feat. Mark Johns)                     |
| 57 | The One And Only PPL MVR         | Let’s Take This Outside                                        |
| 58 | The Prodigy                      | Nasty (Spor Remix)                                             |
| 59 | The Strypes                      | Get Into It                                                    |
| 60 | Trentemøller                     | Silver Surfer, Ghost Rider Go!!!                               |
| 61 | Tropkillaz                       | Make The Crowd (NFS VIP Remix)                                 |
| 62 | Vaults                           | Lifespan (Spor Remix)                                          |
| 63 | Wolfgang Gartner                 | Turn Up Feat. Wiley & Trina                                    |
| 64 | Zeds Dead                        | Blink feat. Perry Farrell                                      |
| 65 | Magna                            | Divide                                                         |

18 марта 2016 года в цифровом формате вышла оригинальная музыка композитора Photek из игры, которую можно услышать во время внутриигрового видео. Альбом называется Need for Speed Music by Photek.

## Оценки и мнения
| Сводный рейтинг       | Сводный рейтинг                        |
| Агрегатор             | Оценка                                 |
| --------------------- | -------------------------------------- |
| GameRankings          | 61 % (PC) 66,52 % (PS4) 67,11 % (XONE) |
| Metacritic            | 68/100 (PC) 66/100 (PS4) 65/100 (XONE) |
| Иноязычные издания    |                                        |
| Издание               | Оценка                                 |
| Destructoid           | 6/10                                   |
| Edge                  | 4/10                                   |
| EGM                   | 7/10                                   |
| Game Informer         | 7/10                                   |
| GameRevolution        | 3,5/5                                  |
| GameSpot              | 8/10                                   |
| GamesRadar+           | 3/5                                    |
| GameTrailers          | 8,3/10                                 |
| IGN                   | 6,3/10                                 |
| OXM                   | 6/10                                   |
| VideoGamer            | 5/10                                   |
| WorthPlaying          | 7/10                                   |
| Digital Chumps        | 8/10                                   |
| PlayStation LifeStyle | 8/10                                   |
| USgamer               | 4,5/5                                  |
| GamingTrend           | 85/100                                 |
| God is a Geek         | 6,5/10                                 |
| Metro GameCentral     | 4/10                                   |
| PSX Extreme           | 7,4/10                                 |
| Русскоязычные издания |                                        |
| Издание               | Оценка                                 |
| 3DNews                | 7/10                                   |
| «IGN Россия»          | 6,5/10                                 |
| PlayGround.ru         | 6/10                                   |
| «Игромания»           | 7,5/10                                 |
| «Канобу»              | 8/10                                   |

Need for Speed получила разносторонние оценки от критиков. На сайтах Metacritic и GameRankings игра получила средний балл 66/100 и 66,44 % в версии для PlayStation 4, 65/100 и 66,12 % в версии для Xbox One и 68/100 и 61 % в версии для ПК соответственно. Самую высокую оценку дали в USGamer (9 баллов из 10), отметившие великолепную графику, богатый тюнинг и весёлую историю. В целом, обозреватели из USGamer назвали Need for Speed отличной аркадной гонкой.
Наиболее низкую оценку поставили критики из GamingAge и VideoGamer (5 баллов из 10). Выделив проблемы с производительностью, пустой и мертвый город и тусклые игровые события, эксперты сошлись во мнении, что игра разочарует большинство игроков.
Люк Рейли из IGN дал игре 6,3 балла из 10, высоко оценив великолепные визуальные эффекты и звук в игре, а также ощущение дрейфа, но критикуя сюжет игры, слишком короткую игру, многопользовательский режим, искусственный интеллект, сумасшедшее время ночи. эффектов, без дрэг-рейсинга и без возможности поставить игру на паузу. Александр Калогианни из Digital Trends присвоил Need for Speed 6,0 баллов из 10, высоко оценив игру за великолепно стилизованный игровой мир, множество настраиваемых характеристик автомобиля, привлекательную графику, параметры настройки и классный саундтрек, но раскритиковал ее за повторяющиеся типы миссий. и ИИ в стороне.
Скотт Баттерворт из GameSpot дал игре 8 баллов из 10. Баттерворт похвалил Need for Speed за визуально ошеломляющий город, глубокий прогресс, действительно настраиваемое управление и потрясающее чувство скорости, но в то же время раскритиковал резинку. ИИ, драконовская система подсчета очков и постоянный онлайн-режим, из-за чего игру нельзя поставить на паузу. Сэм Ловеридж из TrustedReviews дал Need for Speed 4½ из пяти звезд, похвалив потрясающие ночные гонки и погодные эффекты, но раскритиковал невозможность играть в автономном режиме, невозможность приостановить игровой процесс, а также «невыносимые» ролики в реальном времени и постоянные звонки.

### Продажи
Всего было продано 67% копий игры на PS4 и 33% на Xbox One. По данным NPD Group, Need for Speed стала седьмой самой продаваемой игрой в США в ноябре 2015 года. Игра дебютировала на 6-м месте в японских чартах продаж, было продано 19 000 копий. В Великобритании он занял 2-е место в чарте продаж после Call of Duty: Black Ops III.
28 января 2016 года в третьем квартале Need for Speed было вдвое больше активных игроков в месяц по сравнению с Need for Speed Rivals.